# Cappella di San Biagio (Mottola)

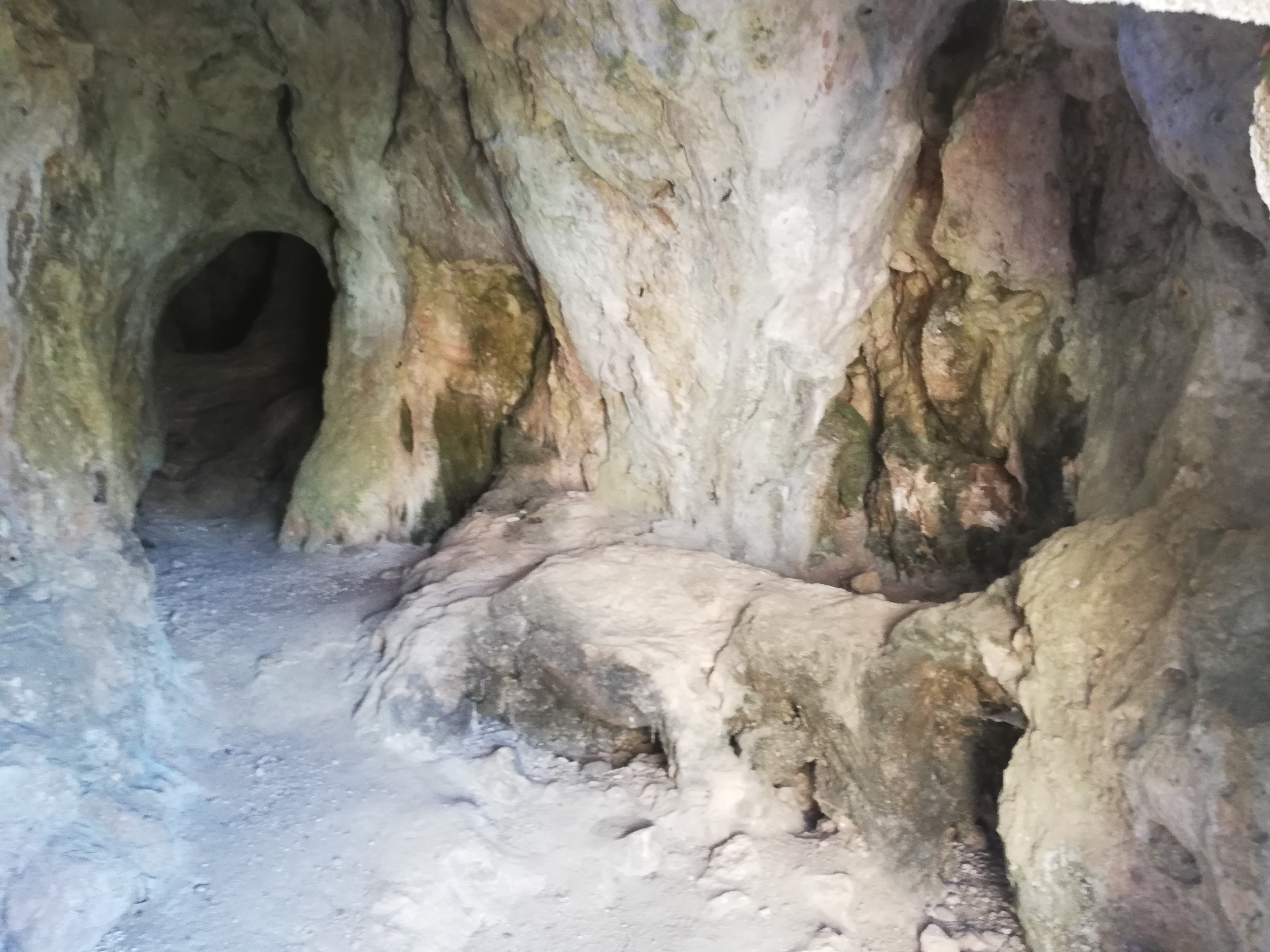
Interno della grotta

La cappella di San Biagio è un luogo di culto cattolico di Mottola, in provincia di Taranto, risalente al XII secolo.
A sette chilometri da Mottola, in direzione di Palagianello, sorge una cappella dedicata a San Biagio vescovo. È situata su uno spiazzo ed è costituita da una stanzetta quadrangolare con volta a botte in muratura e priva di affreschi che, invece, un tempo dovevano esserci. 
Alla destra si apre la roccia calcarea per lasciare il posto ad un cunicolo naturale che rappresenta il vero rifugio di San Biagio Vescovo. Il budello, profondo circa 15 metri, termina con una conca in cui si accumula l'acqua che trasuda dall'alto di una stalattite. 
Il culto di tale santo fu importato da monaci basiliani che, per sfuggire alle persecuzioni degli iconoclasti, si sarebbero fermati nelle gravine presenti nelle vicinanze del territorio comunale.